# Aimé-Napoléon Perrey
Pour les articles homonymes, voir Perrey.
Aimé-Napoléon Perrey, né le 15 novembre 1813 à Dambelin (Doubs), et mort le 23 novembre 1883 à Pont-de-Roide-Vermondans (Doubs), est un sculpteur français.

## Biographie
Aimé-Napoléon Perrey est le fils de Joseph-Alexis Perrey, gendarme à Dambelin, et le père du sculpteur Léon-Auguste Perrey (1841-1900).
On ne dispose d’aucune indication sur ses études et ses conditions de vie à Paris.
Il apparait pour la première fois au Salon de 1848, obtient une médaille de troisième classe en 1852 (avec une statue de Saint-Paul en pierre) et est également récompensé en 1861 et 1868. Il expose une dernière fois au Salon de 1882.
De retour en Franche-Comté, il meurt à Pont-de-Roide en 1884.

## Œuvres dans les collections publiques

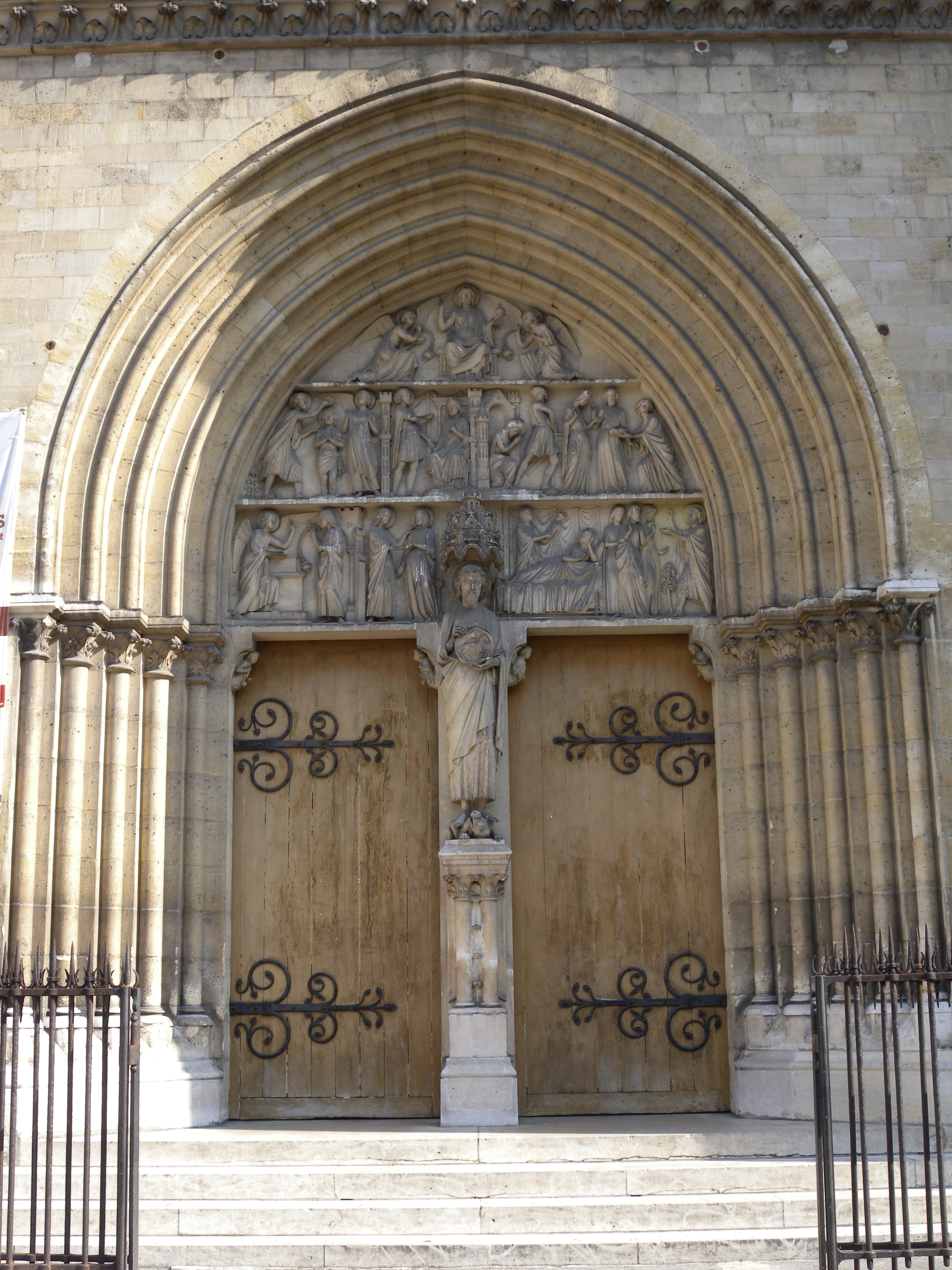
Tympan du portail central de église Saint-Jean-Baptiste de Belleville.

- Belleville, église Saint-Jean-Baptiste : bas-reliefs ornant le tympan du portail central et celui sur le côté gauche de l'église[2] ;
- Épinal, musée départemental d'art ancien et contemporain : La Reconnaissance, Salon de 1882, groupe en plâtre représentant un jeune berger soignant son chien blessé[3].
- Paris, église Saint-Augustin : Sainte Marthe, statue dans la chapelle de la Vierge[4] ;
- Paris, hôtel de ville : Trois chevaliers du XVe siècle (sur les huit) couronnant la toiture de la partie centrale de l’hôtel de ville. Cuivre repoussé et doré d’une hauteur de 2,40 m, commande du 10 octobre 879[5] (les autres statues sont dues à Victorien Tournier et François Pascal);
- Paris, palais du Louvre : 
  - Fronton de la grande galerie occidentale[6]
  - Torse de belvédère, 1851, en collaboration avec Claude Leprêtre, au deuxième étage de la grande galerie orientale[7]
  - La Chasse ; La Pêche ; La Vendange ;
- Paris, Sainte-Chapelle : les six statues de l’abside, mutilées sous la Révolution française (aujourd’hui au musée de Cluny), ont été remplacées par des copies au XIXe siècle réalisées par Sébastien Delarue, Adolphe-Victor Geoffroy-Dechaume, Michel-Pascal et Aimé-Napoléon Perrey[8] ;
- Rouen, jardin de l’hôtel de ville : La dernière Goutte du moissonneur, Salon de 1868, statue en bronze (fonte Thiébaut), envoyé à la fonte sous le régime de Vichy ;
- Rouen, musée des beaux-arts : La dernière Goutte du moissonneur, plâtre[9] ;
- Versailles, musée de l'Histoire de France : Le Comte Boissy d’Anglas, buste[10] ;